# Diocesi di Ponta de Pedras
La diocesi di Ponta de Pedras (in latino: Dioecesis Petrosi Culminis) è una sede della Chiesa cattolica in Brasile suffraganea dell'arcidiocesi di Belém do Pará. Nel 2021 contava 111.074 battezzati su 169.550 abitanti. È retta dal vescovo Teodoro Mendes Tavares, C.S.Sp.

## Territorio
La diocesi comprende 6 comuni dell'isola di Marajó nello stato brasiliano di Pará: Ponta de Pedras, Cachoeira do Arari, Santa Cruz do Arari, Muaná, Curralinho e São Sebastião da Boa Vista.
Sede vescovile è la città di Ponta de Pedras, dove si trova la cattedrale dell'Immacolata Concezione.
Il territorio si estende una superficie di 16.557 km² ed è suddiviso in 7 parrocchie.

## Storia
La prelatura territoriale di Ponta de Pedras fu eretta il 25 giugno 1963 con la bolla Animorum societas di papa Paolo VI, ricavandone il territorio dall'arcidiocesi di Belém do Pará.
Il 16 ottobre 1979 è stata elevata a diocesi con la bolla Cum Praelaturae di papa Giovanni Paolo II.

## Cronotassi dei vescovi
Si omettono i periodi di sede vacante non superiori ai 2 anni o non storicamente accertati.
- Angelo Maria Rivato, S.I. † (29 aprile 1965 - 16 gennaio 2002 ritirato)
- Alessio Saccardo, S.I. (16 gennaio 2002 - 23 settembre 2015 ritirato)
- Teodoro Mendes Tavares, C.S.Sp., succeduto il 23 settembre 2015

## Statistiche
La diocesi nel 2021 su una popolazione di 169.550 persone contava 111.074 battezzati, corrispondenti al 65,5% del totale.
| anno | popolazione | popolazione | popolazione | presbiteri | presbiteri | presbiteri | presbiteri                | diaconi | religiosi | religiosi | parrocchie |
| anno | battezzati  | totale      | %           | numero     | secolari   | regolari   | battezzati per presbitero | diaconi | uomini    | donne     | parrocchie |
| ---- | ----------- | ----------- | ----------- | ---------- | ---------- | ---------- | ------------------------- | ------- | --------- | --------- | ---------- |
| 1966 | 70.000      | ?           | ?           | 6          |            | 6          | 11.666                    |         | 2         | 10        | 6          |
| 1970 | 71.000      | 76.800      | 92,4        | 11         | 2          | 9          | 6.454                     |         | 9         | 17        | 6          |
| 1976 | 79.000      | 80.000      | 98,8        | 6          |            | 6          | 13.166                    |         | 10        | 10        | 6          |
| 1980 | 71.800      | 72.900      | 98,5        | 8          |            | 8          | 8.975                     |         | 10        | 10        | ?          |
| 1990 | 77.000      | 87.000      | 88,5        | 3          | 1          | 2          | 25.666                    |         | 2         | 17        | 8          |
| 1999 | 96.880      | 105.020     | 92,2        | 11         | 9          | 2          | 8.807                     |         | 3         | 11        | 6          |
| 2000 | 97.700      | 106.504     | 91,7        | 11         | 10         | 1          | 8.881                     |         | 2         | 15        | 6          |
| 2001 | 98.900      | 108.600     | 91,1        | 7          | 7          |            | 14.128                    |         |           | 18        | 6          |
| 2002 | 102.000     | 113.000     | 90,3        | 10         | 9          | 1          | 10.200                    |         | 1         | 18        | 6          |
| 2003 | 108.800     | 120.000     | 90,7        | 9          | 9          |            | 12.088                    |         |           | 18        | 6          |
| 2004 | 108.800     | 120.000     | 90,7        | 9          | 9          |            | 12.088                    |         |           | 18        | 6          |
| 2013 | 122.000     | 131.000     | 93,1        | 11         | 11         |            | 11.090                    |         |           | 16        | 6          |
| 2016 | 125.000     | 149.200     | 83,8        | 15         | 15         |            | 8.333                     |         |           | 22        | 6          |
| 2019 | 111.074     | 169.550     | 65,5        | 17         | 15         | 2          | 6.533                     |         | 9         | 19        | 7          |
| 2021 | 111.074     | 169.550     | 65,5        | 17         | 17         |            | 6.533                     | 4       |           | 22        | 7          |